# Rezoluce Rady bezpečnosti OSN č. 2
Rezoluce Rady bezpečnosti OSN č. 2 byla přijata jednohlasně na zasedání 25. ledna 1946. Vyzývala Írán a Sovětský svaz k vyřešení jejich vzájemného konfliktu ohledně okupace íránského území sovětskými jednotkami. Dále Rada bezpečnosti OSN žádala o průběžné doplnění aktuálních informací o vyjednávání mezi oběma zainteresovanými státy.